# Фордем Рэмс (баскетбол)
Фордем Рэмс (англ. Fordham Rams) — студенческая баскетбольная команда, представляющая Фордемский университет в первом баскетбольном мужском дивизионе NCAA. Располагается в Бронксе, Нью-Йорк. В настоящее время (с 1995 года) команда выступает в конференции Atlantic 10.
Команда начала участвовать в студенческих соревнованиях в 1902 году. 28 февраля 1940 года игра «Рэмс» с «Питтсбург Пантерс» на «Мэдисон-сквер-гарден» стала первой студенческой баскетбольной игрой, которая была транслирована по телевидению. В 1953 году команда впервые вышла в Мартовское безумие, где проиграла в первом раунде «Лебанон-Вэлли Флайинг Датчмен». Первый чемпионский титул команда завоевала в 1963 году, выступая в конференции Метрополитен Нью-Йорк (Metro NY). Всего «Рэмс» 4 раза становились чемпионами конференции (3 в PL и один в Metro NY); последний раз в 1994 году.

## Достижения
- 1/8 NCAA: 1971
- Участие в NCAA: 1953, 1954, 1971, 1992
- Победители турнира конференции: 1983 (MAAC[англ.]), 1991, 1992 (PL[англ.])
- Победители регулярного чемпионата конференции: 1963 (Metro NY[англ.]), 1991, 1992, 1994 (PL[англ.])